# Kim Grant (tennisser)
Kim Grant (Klerksdorp, 1 mei 1971) is een voormalig tennisspeelster uit Zuid-Afrika. Grant begon met tennis toen zij vijf jaar oud was. Haar favoriete ondergrond is gras. Zij speelt rechtshandig en heeft een tweehandige backhand. Zij was actief in het proftennis van 1992 tot en met 2010.

## Loopbaan

### Enkelspel
Grant debuteerde in 1992 op het ITF-toernooi van Harare (Zimbabwe). Zij stond in 1994 voor het eerst in een finale, op het ITF-toernooi van Negril (Jamaica) – zij verloor van de Slowaakse Radomira Zrubáková. Grant kwalificeerde zich nooit voor een WTA-hoofdtoernooi. Na een jaar van afwezigheid (1996) nam zij nog maar weinig deel aan enkelspeltoernooien.

### Dubbelspel
Grant behaalde in het dubbelspel betere resultaten dan in het enkelspel. Zij debuteerde in 1992 op het ITF-toernooi van Harare (Zimbabwe), samen met de Duitse Heidi Hogh. Zij stond in 1993 voor het eerst in een finale, op het ITF-toernooi van Harare, samen met landgenote Michelle Anderson – zij verloren van het duo Paula Iversen en Claire Sessions-Bailey. In 1994 veroverde Grant haar eerste titel, op het ITF-toernooi van Negril (Jamaica), samen met de Amerikaanse Claire Sessions-Bailey, door het duo Elizma Nortje en Ximena Rodríguez te verslaan. In totaal won zij tien ITF-titels, de laatste in 2007 in Southlake (VS).
In 1999 speelde Grant voor het eerst op een WTA-hoofdtoernooi, op het toernooi van Québec, samen met de Amerikaanse Tracy Singian. Zij stond in 2000 voor het eerst in een WTA-finale, op het toernooi van Straatsburg, samen met de Venezolaanse María Vento – zij verloren van het koppel Sonya Jeyaseelan en Florencia Labat. In datzelfde jaar had zij haar grandslamdebuut op Wimbledon 2000, samen met de Amerikaanse Tara Snyder. In 2001 won zij voor het eerst een partij op een grandslamtoernooi, op het gemengd dubbelspel van Wimbledon, samen met Australiër Ashley Fisher.
Haar beste resultaat op de grandslamtoernooien is het bereiken van de tweede ronde. Haar hoogste notering op de WTA-ranglijst is de 76e plaats, die zij bereikte in mei 2002.

### Tennis in teamverband
In 2001 maakte Grant deel uit van het Zuid-Afrikaanse Fed Cup-team – zij behaalde daar een winst/verlies-balans van 1–2.

## Na het professionele circuit
Sinds 2008 drijft Grant een tennisschool, de Kim Grant Tennis Academy, in Palo Alto (Californië).

## Posities op deWTA-ranglijst
Positie per einde seizoen:
| jaar | rang enkelspel | rang dubbelspel |
| ---- | -------------- | --------------- |
| 1992 | 801            | 477             |
| 1993 | 523            | 465             |
| 1994 | 530            | 368             |
| 1995 | 453            | 298             |
|      |                |                 |
| 1997 | 886            | 790             |
| 1998 | 505            | 228             |
| 1999 | 514            | 159             |
| 2000 | 492            | 120             |
| 2001 | 609            | 107             |
| 2002 | 690            | 87              |
| 2003 | 669            | 123             |
| 2004 | –              | 414             |
| 2005 | –              | 325             |
| 2006 | 1276           | 505             |
| 2007 | –              | 284             |
| 2008 | –              | 459             |
| 2009 | –              | 863             |

## Palmares
| Legenda                |
| ---------------------- |
| Grandslamtoernooi      |
| Olympische Spelen      |
| Year-End Championships |
| Tier I                 |
| Tier II                |
| Tier III               |
| Tier IV & V            |

### WTA-finaleplaatsen enkelspel
geen

### WTA-finaleplaatsen vrouwendubbelspel
| nr.              | finale     | toernooi        | ondergrond | partner     | tegenstandsters                  | score    |         |
| ---------------- | ---------- | --------------- | ---------- | ----------- | -------------------------------- | -------- | ------- |
| gewonnen finales |            |                 |            |             |                                  |          |         |
| geen             |            |                 |            |             |                                  |          |         |
| verloren finales |            |                 |            |             |                                  |          |         |
| 1.               | 2000-05-27 | WTA Straatsburg | gravel     | María Vento | Sonya Jeyaseelan Florencia Labat | 4-6, 3-6 | details |

### Gewonnen ITF-toernooien enkelspel
geen

### Gewonnen ITF-toernooien dubbelspel
| nr. | finale     | toernooi             | dotatie | ondergrond    | partner                | tegenstandsters in finale          | score         |
| --- | ---------- | -------------------- | ------- | ------------- | ---------------------- | ---------------------------------- | ------------- |
| 1.  | 1994-10-30 | Negril               | $10.000 | hardcourt     | Claire Sessions-Bailey | Elizma Nortje Ximena Rodríguez     | 6-2, 6-7, 6-3 |
| 2.  | 1995-01-15 | Mission              | $10.000 | hardcourt     | Claire Sessions-Bailey | Shiri Burstein Hila Rosen          | 7-6, 6-2      |
| 3.  | 1998-01-11 | San Antonio          | $10.000 | hardcourt     | Mashona Washington     | Andrea Šebová Silvia Uricková      | 4-6, 7-6, 6-2 |
| 4.  | 1999-06-27 | Easton               | $10.000 | hardcourt     | Lindsay Lee            | Holly Parkinson Julie Scott        | 6-4, 7-6      |
| 5.  | 1999-07-11 | Edmond               | $10.000 | hardcourt     | Stephanie Mabry        | Lauren Kalvaria Gabriela Lastra    | 6-4, 6-1      |
| 6.  | 2002-03-24 | La Cañada Flintridge | $25.000 | hardcourt     | Abigail Spears         | Julie Pullin Lorna Woodroffe       | 4-6, 7-5, 6-1 |
| 7.  | 2002-11-03 | Nottingham           | $25.000 | hardcourt (i) | Lilia Osterloh         | Lucie Ahl Selima Sfar              | 6-1, 6-2      |
| 8.  | 2003-04-27 | Tarente              | $25.000 | gravel        | Natalie Grandin        | Nicole Remis Delia Sescioreanu     | 6-2, 6-1      |
| 9.  | 2007-06-02 | Carson               | $50.000 | hardcourt     | Sunitha Rao            | Angela Haynes Lindsay Lee-Waters   | 6-4, 6-4      |
| 10. | 2007-07-07 | Southlake            | $25.000 | hardcourt     | Surina de Beer         | Stéphanie Dubois Valérie Tétreault | 4-6, 6-4, 6-4 |

## Resultaten grandslamtoernooien
| Legenda | Legenda                          |
| ------- | -------------------------------- |
| g.t.    | geen toernooi gehouden           |
| l.c.    | lagere categorie                 |
| –       | niet deelgenomen                 |
| G       | uitgeschakeld in de groepsfase   |
| 1R      | uitgeschakeld in de eerste ronde |
| 2R      | uitgeschakeld in de tweede ronde |
| 3R      | uitgeschakeld in de derde ronde  |
| 4R      | uitgeschakeld in de vierde ronde |
| KF      | uitgeschakeld in de kwartfinale  |
| HF      | uitgeschakeld in de halve finale |
| F       | de finale verloren               |
| W       | het toernooi gewonnen            |
| w-v     | winst/verlies-balans             |

### Enkelspel
- Geen grandslamdeelname in het enkelspel.

### Vrouwendubbelspel
| toernooi        | 2000 | 2001 | 2002 | 2003 |
| --------------- | ---- | ---- | ---- | ---- |
| Australian Open | –    | 1R   | 2R   | 1R   |
| Roland Garros   | –    | 1R   | 1R   | –    |
| Wimbledon       | 1R   | 1R   | 1R   | –    |
| US Open         | –    | 1R   | 2R   | 2R   |

### Gemengd dubbelspel
| toernooi        | 2001 | 2002 |
| --------------- | ---- | ---- |
| Australian Open | –    | –    |
| Roland Garros   | –    | –    |
| Wimbledon       | 2R   | 1R   |
| US Open         | –    | 1R   |